# Идеологический тест Тьюринга
Идеологический тест Тьюринга — идея, предложенная американским анархо-капиталистом Брайаном Капланом, призванная проверить, правильно ли человек понимает убеждения и аргументацию своих идеологических противников. В порядке теста он должен ответить на вопросы или написать эссе, в котором выступить с позиции своего оппонента. Если независимые судьи не смогут отличить ответы этого человека от ответов его оппонентов, считается, что тестируемый корректно понимает позицию оппонентов.
Идеологический тест Тьюринга назван так по аналогии с тестом Тьюринга, для прохождения которого программа должна обмануть независимого судью, выдав себя за человека.

## История
Идея впервые высказана Капланом в 2011 в ответ на заявление Пола Кругмана о том, что в контексте политики США либералы понимают консерваторов (и либертарианцев) лучше, чем консерваторы (и либертарианцы) понимают либералов. Основываясь на идее теста Тьюринга, предназначенного для проверки того, может ли программа выдать себя за человека, Каплан предложил идеологический тест Тьюринга как способ объективной проверки заявления Кругмана: та из сторон, которая понимает своих оппонентов лучше, должна лучше же и пройти идеологический тест Тьюринга. Он также вызвался пройти тест сам и заключил пари о том, что либертарианцы смогут лучше выдать себя за либералов, чем наоборот.
Идея Каплана была высоко оценена Ильей Соминым в блоге Volokh Conspiracy.
Ной Смит критиковал идеологический тест Тьюринга в своем блоге на основании того, что он поощряет поверхностное понимание идеологии и поиск противоречий и несоответствий в идеологии. Адам Гурри ответил на критику в статье в The Umlaut.
Михаил Леонович Гаспаров говорил о таком тесте, называя его "индийский диспут", ещё в 1980-е годы: "Будто бы в Индии было правило: перед спором каждый должен был пересказать точку зрения противника, и чтобы тот сказал: да, так".. 